# Phlegra jacksoni
Phlegra jacksoni är en spindelart som beskrevs av Prószynski 1998. Phlegra jacksoni ingår i släktet Phlegra och familjen hoppspindlar. Inga underarter finns listade i Catalogue of Life.